# David Chase
David Chase, né le 22 août 1945 à Mount Vernon (État de New York), est un scénariste, producteur et réalisateur américain. Il est notamment connu pour être le créateur, le scénariste principal et le producteur exécutif de la série télévisée Les Soprano, diffusée sur HBO pendant six saisons entre 1999 et 2007.
Il produit et écrit pour des émissions telles que 200 dollars plus les frais, Les Ailes du destin et Bienvenue en Alaska. Diffusée pendant 10 épisodes en 1988 et 1989, il est également le créateur la série Almost Grown. Il fait ses débuts au cinéma en 2012 avec Not Fade Away, suivi de Many Saints of Newark - Une histoire des Soprano en 2021, un film préquel de la série télévisée Les Soprano.
Durant sa carrière, David Chase remporte un total de sept Emmy Awards.

## Biographie

### Famille et enfance
David Henry Chase naît le 22 août 1945 à Mount Vernon, dans l'État de New York, dans une famille italo-américaine de la classe ouvrière. Il est le seul enfant de Norma (née Bucco) et Enrico « Henry » Chase, tous deux nés en 1908. Norma est née dans le comté d'Essex, dans le New Jersey, parmi les onze enfants de Marian D'Agostino et Vito Bucco, qui ont immigré de Fossacesia, dans les Abruzzes,. Henry est né à Providence, dans le Rhode Island, parmi sept enfants. Il est le fils de Teresa Melfi, mariée à Giovanni DeCesare, de 17 ans son aîné. Henry et sa sœur Evelina (Evelyn) sont cependant les enfants biologiques de Giuseppe « Joseph » Fusco, un immigré italien de 23 ans qui loge chez les DeCesare depuis 1904. Après la naissance d'Evelyn en 1910, Melfi et Fusco se sont enfuis à Newark, dans le New Jersey, avec leurs deux enfants biologiques, dont Melfi a ensuite changé les noms de famille de DeCesare à Chase pour masquer leurs origines ; le couple a gardé ses propres noms et a élevé cinq autres enfants sous le nom de Fusco (bien que le recensement de 1940 indique leurs deux noms de famille comme « Fusca »),.
Son père est propriétaire de Wright's Hardware à Verona, dans le New Jersey,. Il a grandi dans un petit appartement avec jardin à Clifton et à North Caldwell. Il a grandi en regardant des films policiers en matinée et était connu comme un conteur créatif.
David Chase a déclaré avoir eu de nombreux problèmes avec ses parents lorsqu'il était enfant. Il dit que son père était un homme colérique qui le rabaissait constamment, et que sa mère était une « drama queen passive-agressive » et une « femme nerveuse qui dominait toute situation dans laquelle elle se trouvait en étant si nécessiteuse et toujours au bord de l'hystérie ». Il s'est inspiré de sa mère pour créer le personnage de Livia Soprano dans la série télévisée Les Soprano, en lui donnant le nom d'une tante maternelle.

### Études et santé mentale
Adolescent, il souffre d'attaques de panique et de dépression clinique, ce qui l'a poursuivi jusqu'à l'âge adulte. Il obtient son diplôme de fin d'études secondaires en 1964 et décide de s'inscrire à l'université de Wake Forest à Winston-Salem, en Caroline du Nord, où sa dépression s'aggrave. « Je dormais 18 heures par jour », déclare-t-il. Il décrit ses problèmes comme une « dépression clinique normale et lancinante ».
Il travaille également comme batteur pendant cette période et aspire à devenir musicien professionnel. Au bout de deux ans, il est transféré à l'université de New York, où il choisit de faire carrière dans le cinéma, une décision qui n'est pas bien accueillie par ses parents. Dans cet établissement, il décroche un Bachelor of Arts (BA). Il poursuit ses études à l'école de cinéma de l'université Stanford, où il obtient un Master of Arts (MA) en 1971. Il cite parmi ses principales influences William Shakespeare, Eugene O'Neill, Arthur Miller et les films de Federico Fellini (en particulier Huit et demi) et de Roman Polanski (la comédie Cul-de-sac).

Il avoue nourrir une aversion profonde envers les grands networks américains (constitués par les principales chaînes nationales) : 

« Je hais, je méprise, pratiquement chaque seconde de cette télévision. […] Je considérais les networks comme de la propagande pour l'État-entreprise. »

## Vie personnelle
Après avoir obtenu son diplôme de l'université de New York en 1968, David Chase s'installe en Californie et épouse Denise Kelly, son amour de lycée. Il est le père de l'actrice Michele DeCesare, qui a joué dans six épisodes de la série Les Soprano dans le rôle de Hunter Scangarelo.
David Chase déclare un jour qu'il « détestait et méprisait » les émissions de télévision, ne regardant que Les Soprano et des films. Cependant, il déclare dans des interviews ultérieures qu'il a regardé les séries Boardwalk Empire et Mad Men, les œuvres des anciens scénaristes et producteurs des Sopranos, Terence Winter et Matthew Weiner, respectivement. Il déclare qu'il a fait ces commentaires négatifs en partie parce qu'il avait été frustré de travailler dans les limites de la télévision de réseau des années 1990.
En 2023, David Chase est intronisé au New Jersey Hall of Fame,.

## Filmographie
Sauf indication contraire, les informations mentionnées dans cette section peuvent être confirmées par la base de données cinématographiques IMDb,  présente dans la section « Liens externes ».
- 1971 : The Bold Ones: The Lawyers - 1 épisode
- 1974 : Le Magicien (The Magician) - 7 épisodes
- 1974-1975 : Dossiers brûlants (Kolchak: The Night Stalker) - 8 épisodes
- 1975-1976 : Switch - 6 épisodes
- 1976-1979 : 200 dollars plus les frais (The Rockford Files) - 20 épisodes
- 1980 : The Misadventures of Sheriff Lobo - 1 épisode
- 1980 : Off the Minnesota Strip (téléfilm) de Lamont Johnson
- 1982 : Palms Precinct (téléfilm) d'Ivan Dixon
- 1982 : Moonlight (téléfilm) de Jackie Cooper et Rod Holcomb
- 1986 : Alfred Hitchcock présente (Alfred Hitchcock presents) - épisode La Corde pour deux
- 1988-1989 : Almost Grown (également créateur et producteur)
- 1991-1992 : Les Ailes du destin (I'll Fly Away) - 4 épisodes
- 1999-2007 : Les Soprano (The Sopranos) (également créateur et producteur)
- 2012 : Not Fade Away - réalisateur, scénariste et producteur
- 2021 : Many Saints of Newark - Une histoire des Soprano (The Many Saints of Newark) d'Alan Taylor